# Bataille de Gaza (312 av. J.-C.)
Pour les articles homonymes, voir Bataille de Gaza.
Guerres des diadoques
Batailles
Guerres des Diadoques
- Hellespont
- Orcynia
- Crétopolis
- Paraitacène
- Gabiène
- Gaza
- Guerre babylonienne
- Salamine de Chypre
- Rhodes
- Ipsos
- Couroupédion

La bataille de Gaza oppose en 312 av. J.-C., dans le contexte des guerres des Diadoques, Ptolémée, satrape d'Égypte, à Démétrios, fils d’Antigone le Borgne, maître de l'Asie. Elle voit la victoire de Ptolémée même si celui-ci doit rapidement abandonner ses conquêtes en Syrie et en Phénicie.

## Contexte historique
En 315 av. J.-C. une coalition réunit Ptolémée, Lysimaque, Cassandre et Séleucos contre Antigone le Borgne, maître de l'Asie depuis sa victoire contre Eumène de Cardia. Au printemps 314, Antigone inaugure la troisième guerre des Diadoques en occupant les possessions ptolémaïques de Phénicie et de Syrie et en prenant possession des ports de Tyr et de Sidon. Antigone compte ensuite porter ses forces en Asie Mineure pour se consacrer à la lutte contre Cassandre et Lysimaque. Il désigne son fils Démétrios comme stratège de Syrie. Ptolémée ne peut guère accepter la perte de ports aussi importants et, sur les conseils de Séleucos, il réagit en occupant Chypre et la Syrie. 
Dans la seconde moitié de l'année 312, Ptolémée parvient à Gaza où il établit son camp à la tête de 18 000 fantassins et 4 000 cavaliers. Ses troupes sont principalement formées par des soldats macédoniens et des contingents de mercenaires, mais d'après Diodore de Sicile il fait appel pour la première fois à des combattants égyptiens indigènes. Informé de l'arrivée de Ptolémée, Démétrios rassemble son armée, alors installée dans ses quartiers d'hiver, afin de l'affronter. Il s'agit ici du premier commandement indépendant de Démétrios qui se voit confronté à deux des meilleurs généraux d'Alexandre le Grand, cependant que son père lui a adjoint deux officiers expérimentés, Peithon et Andronicos d'Olynthe.

## Forces en présence
L'ordre de bataille est connu grâce au récit de Diodore de Sicile :
Antigonides
- Aile gauche : 2 900 cavaliers ; 1 500 fantassins légers et 30 éléphants de guerre, sous le commandement de Démétrios ;
- Centre : 11 000 phalangites et 13 éléphants de guerre ;
- Aile droite : 1 500 cavaliers.

Lagides
- Aile gauche : 3 000 cavaliers, sous le commandement de Ptolémée et de Séleucos ;
- Centre : 18 000 phalangites ;
- Aile droite : 1 000 cavaliers.

## Déroulement de la bataille

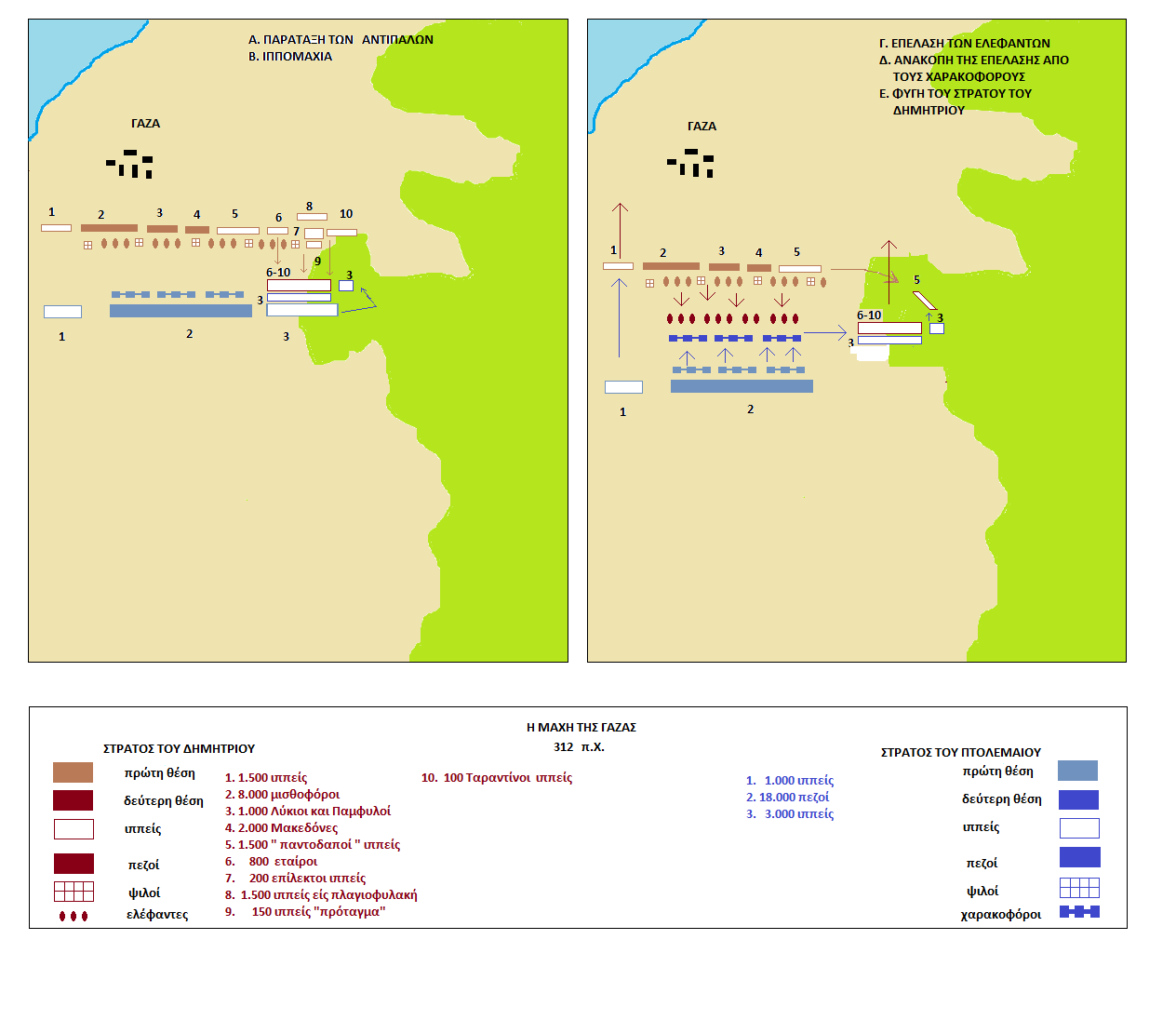
Dispositif de la bataille : en haut l'armée antigonide, en bas l'armée lagide.

Avant même d'atteindre Gaza, Démétrios place son armée en formation de bataille. Tandis que la phalange macédonienne en forme le centre, il concentre sa cavalerie sur l'aile gauche avec pour objectif d'attaquer le flanc de la phalange adverse. Pour réussir cette manœuvre qui se veut décisive, il place la masse de ses éléphants de guerre devant la cavalerie, afin qu'ils puissent dégager la voie. L'aile droite, sous le commandement d'Andronicos, doit protéger le flanc droit et servir éventuellement de réserve. Démétrios reprend ainsi la tactique utilisée par son père, Antigone le Borgne, durant les batailles contre Eumène de Cardia (Paraitacène et Gabiène).
En face, Ptolémée et Séleucos disposent leur armée selon le même schéma, c’est-à-dire avec les forces principales placées sur leur flanc gauche. Cependant, ayant été informés par des éclaireurs de la formation choisie par Démétrios et prenant conscience de l'infériorité de leur aile droite, ils déplacent leur cavalerie vers la droite afin de s'opposer directement à l'aile gauche de Démétrios. Ils restent néanmoins en infériorité numérique dans cette position, d'autant plus qu’ils doivent disperser une partie de leur cavalerie pour protéger leur flanc gauche. Avant tout, ils doivent s'opposer à la quarantaine d'éléphants qui leur font face. Pour cela, ils font déposer devant leur cavalerie un tapis de pointes de fer, reliées entre elles par des chaînes, en plaçant des lanceurs de javelots en arrière. Il est possible que ce dispositif original a été mis en place à l'initiative de Séleucos qui, contrairement à Ptolémée, possède une expérience dans le combat contre les éléphants, en tant que chef des hypaspistes durant la bataille de l'Hydaspe.
Ptolémée et Séleucos ouvrent le combat à la tête de la cavalerie en contournant le tapis de fer placé contre les éléphants adverses et en attaquant le flanc de la cavalerie de Démétrios. Cet assaut amène un combat rapproché de longue durée. Victorieux, Démétrios ne parvient pas à contrôler la poursuite de sa cavalerie. Il voit tout de même une occasion de porter un coup décisif car ses adversaires ont ouvert le flanc droit de leur phalange contre laquelle il envisage désormais de foncer avec ses éléphants. Mais les éléphants se heurtent aux pièges de fer tandis que les javeliniers lancent leurs traits sur les cornacs. Les animaux, paniqués, deviennent incontrôlables et foncent sur leurs propres troupes alors que les hommes de Ptolémée en capturent plusieurs. Peu à peu, les unités de Démétrios se désagrègent. Afin d'éviter une panique générale, Démétrios se résout à une retraite en ordre. Peu de temps après le coucher du soleil, il parvient avec ses troupes restantes au nord de Gaza. Là certaines de ses unités de cavalerie se sont extirpées du reste de l'armée afin de récupérer leur train de bagages laissé dans la cité.

## Conséquences de la bataille
À minuit ce même jour, Démétrios atteint dans sa fuite les environs d'Ashdod, d'où il envoie des messagers à Ptolémée afin d'organiser les funérailles en l'honneur des victimes de la bataille. Pour Démétrios, Gaza s'avère être une défaite majeure. Parmi les morts se trouvent son mentor, Peithon, ainsi que Boéotos, un proche de son père. Cependant, ses adversaires lui ont restitué sans condition ses bagages personnels ainsi que ses compagnons tombés en captivité, ce que Plutarque considère comme un geste particulièrement magnanime. Démétrios se retire ensuite vers Tripoli en Phénicie, où les restes de son armée se rassemblent peu à peu, et y demande l'aide à son père alors en Anatolie.
Pour Ptolémée cette victoire n'est que temporaire. Il parvient certes à occuper plusieurs cités de Cilicie et du sud de la Phénicie, dont Acre, Jaffa, Samarie et Sidon. Mais son avancée est arrêtée devant Tyr, ardemment défendue sous le commandement d'Andronicos ; ce qui offre le temps nécessaire à Démétrios pour réorganiser son armée en vue d'une contre-attaque.
Le grand vainqueur de Gaza apparaît être Séleucos, qui trouve à l'issue de la bataille à la fois l'occasion et les moyens de reconquérir son ancienne satrapie de Babylonie : Peithon, le satrape installé à sa place par Antigone, est mort au combat ; Ptolémée, qui compte ouvrir un deuxième front contre Antigone, lui fournit 800 fantassins et 200 cavaliers. Ce contingent, avec lequel il traverse le désert syrien jusqu'en Mésopotamie, constitue le noyau des troupes qui lui permettent de reprendre son ancien territoire avant de se lancer dans la conquête des provinces iraniennes (Perside, Médie, Susiane), posant ainsi les bases de l'empire séleucide.
Au printemps 311 av. J.-C., Ptolémée envoie un général, Cillas, soumettre le nord de la Phénicie. Mais dans l'intervalle, Démétrios a pu réorganiser ses troupes. Près du village de Myus, il remporte une victoire complète sur Cillas, qui a fait stationner son armée sans prendre de précautions particulières. Avec la capture du général et de 7 000 hommes, Démétrios a pu prendre sa revanche. Il rend sa liberté à Cillas et offre de l'argent à Ptolémée en retour de la magnanimité de ce dernier à son égard après la bataille de Gaza. Peu de temps après, Antigone rejoint Démétrios, à la tête de ses troupes, en Syrie. Significativement affaibli par la défaite à Myus, Ptolémée est contraint d'abandonner toutes ses conquêtes consécutives à la bataille de Gaza, Gaza marquant alors la frontière avec l'Égypte lagide. Dans le même temps, la troisième guerre des Diadoques prend fin avec la conclusion d'un traité entre Antigone, Ptolémée, Cassandre et Lysimaque. Séleucos en est exclu car Antigone a l'intention de le soumettre. Mais à l'issue de la guerre babylonienne, Antigone doit céder la Mésopotamie et les satrapies supérieures à Séleucos. Cependant, Antigone conserve l'ambition de maintenir à son profit l'unité impériale. Après la victoire de son fils à Salamine de Chypre en 306, il prend le titre de roi mais périt à la bataille d'Ipsos en 301.

### Sources antiques
- Appien, Syriaké, 54.
- Diodore de Sicile, Bibliothèque historique [détail des éditions] [lire en ligne], XIX, 80-86.
- Justin, Abrégé des Histoires philippiques de Trogue Pompée [détail des éditions] [lire en ligne], XV, 1, 6-9.
- Plutarque, Vies parallèles [détail des éditions] [lire en ligne], Démétrios, 5, 1-6.